# John B. Weller

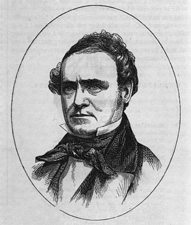
John B. Weller

John B. Weller, född 22 februari 1812 i Montgomery, Ohio, död 17 augusti 1875 i New Orleans, Louisiana, var en amerikansk politiker och diplomat.
Weller studerade vid Miami University i Oxford, Ohio. Han inledde sin karriär som advokat i Butler County, Ohio.
Han var ledamot av USA:s representanthus från Ohio 1839-1845 och ledamot av USA:s senat från Kalifornien 1852-1857. Han representerade demokraterna i USA:s kongress.
Weller var guvernör i Kalifornien 1858-1860 och USA:s minister i Mexiko 1860-1861. Han flyttade 1867 till New Orleans.